# Louise Anne av Storbritannien
Louise Anne av Storbritannien född 11 april 1749 på Leicester House, London, död 13 maj 1768 på Carlton House, London, var en brittisk prinsessa, dotter till den brittiske tronföljaren prins Fredrik Ludvig av Wales och Augusta av Sachsen-Gotha.

## Biografi
Louise led av dålig hälsa under hela sitt liv och ska på grund av sin svaghet aldrig riktigt ha växt normalt. Hon uppfostrades tillsammans med sin syster Caroline Matilda, och syskonen ska ha haft en god relation. 
När det framlades ett förslag om giftermål mellan den danske tronföljaren och någon av de brittiska prinsessorna år 1764, ansågs Louise av åldersskäl först vara det självklara valet, men på grund av hennes svaga hälsa valdes i stället år 1765 hennes syster Caroline Matilda ut för äktenskapet, som ägde rum 1766. Louise hade vid den tidpunkten insjuknat i en tuberkulos som till slut gjorde henne till invalid. Hon avled ogift och barnlös vid nitton års ålder.